# Robert Rich, I conte di Warwick

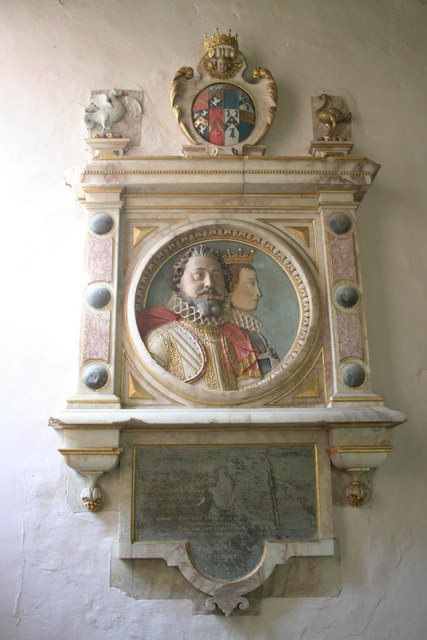
Scultura commemorativa di Robert Rich e della sua seconda moglie

Robert Rich (dicembre 1559 – 24 marzo 1619) fu il primo conte di Warwick e terzo barone Rich.

## Biografia
Era figlio di Robert Rich, I barone Rich e di Elizabeth Baldry.
Sposò il 10 gennaio 1581 Penelope Devereux, figlia di Walter Devereux, I conte di Essex, da cui divorziò nel novembre 1605.
La coppia ebbe sette figli:
- Robert Rich, II conte di Warwick (5 giugno 1587 - 19 aprile 1658);
- Henry Rich, I conte di Holland (1590 - 9 marzo 1649);
- Sir Charles Rich (?- 1627), morì nubile e senza figli;
- Lettice Rich (?-1619), sposò prima Sir George Carey e poi Sir Arthur Lake;
- Penelope Rich (?- 26 ottobre 1613), sposò Sir Gervasio Clifton;
- Essex rich (?-?), sposò Cheek Thomas;
- Isabel Rich (?-?), sposò Sir John Smith.

Sposò in seconde nozze il 14 dicembre 1616 Frances Wray , figlia di Sir Christopher Wray di Glentworth.